# ケリ・マッカーティ
ケリ・マッカーティ（Kelli McCarty、1969年9月6日 - ）は、アメリカ合衆国の女優。カンザス州出身。1991年のミスUSAである。ミス・ユニバース1991ではトップ6に入賞した。

## 出演作品
- レディ・スクワッド
- The 7th　ザ・セブンス
- ビヨンド・ザ・ブレイク シーズン2（ロニー）
- ビヨンド・ザ・ブレイク シーズン1（ロニー）